# Омаров, Махмут Ильясович
Махмут Ильясович Омаров — советский боксёр, бронзовый призёр чемпионата СССР в минимальной весовой категории, мастер спорта СССР (1956).

## Биография
Увлёкся боксом в Алма-Ате под руководством Ш. Бультекулы. Выступал за клуб «Динамо» (Алма-Ата). Многократный чемпион Казахской ССР.
В 1954 году окончил Казахский государственный университет.
Работал преподавателем кафедры педагогики Казахского университета международных отношений и мировых языков. В 1962 году защитил кандидатскую диссертацию на соискание степени кандидата педагогических наук. Доцент.

## Спортивные результаты
- Чемпионат СССР по боксу 1947 года — ;
- Спартакиада республик Средней Азии 1950 года — ;
- Первенство ЦС ДСО «Динамо» 1950 года — ;
- Первенство ЦС ДСО «Динамо» 1955 года — ;